# شیده معاونی
شیده معاونی (زادهٔ ۱ مرداد ۱۳۵۱ در تهران)، مجری برنامه‌های کودک و نوجوانِ دهه ۷۰ بود. وی فعالیت خود را از ۸ سالگی با رادیو شروع کرد و بعد از ۱۰ سال فعالیت در رادیو، در سال ۱۳۶۹ وقتی ۱۸ ساله بود بصورت رسمی در رادیو استخدام شد و دو سال بعد در سال ۱۳۷۱ همزمان با فعالیت در رادیو، وارد گروه کودک شبکهٔ یک تلویزیون شد. وی فعالیت خود را در رادیو و شبکه یک به صورت مستمر ادامه داد و در سال ۸۳ به گروه کودک شبکه دو پیوست. پس از آن، در سال ۱۳۹۶ بازنشسته شد اما تا سال ۱۳۹۹ هنوز در گروه اجتماعی شبکه دو و یک حضور داشت.

## زندگی‌نامه
شیده معاونی در سال ۱۳۵۱ در خیابان پانزده خرداد حوالی ایستگاه رادیو بدنیا آمد. در سال ۱۳۵۹ وقتی ۸ ساله بود با جمعی از بچه‌ها در یک برنامه قرآنی برای خوانده سوره‌های قرآنی حاضر شد، نوع صدایی و تسلط او در حرف زدن باعث شد مدیر گروه وقت رادیو از او و چند نفر دیگر برای مجری گری برنامه کودک دعوت کند.
وی در سال ۱۳۷۱ وقتی ۲۰ ساله بود ازدواج کرد و ثمره این ازدواج یک دختر بنام نازنین متولد سال ۷۷ می‌باشد، همسرش استاد دانشگاه و معانت دانشجویی دانشگاه آزاد است و خودش هم فارغ‌التحصیل لیسانس رشته زمین‌شناسی می‌باشد.
در سال ۱۴۰۳ در مراسمی که جهت تجلیل از مجریان پیشکسوت برگزار شده بود، از بین ۱۵۰ پیشکسوتی که در این مراسم حضور داشتند از ۳ نفر تجلیل شد که یکی از آن‌ها شیده معاونی بود.

## دیدگاه
شیده معاونی که به عنوان جوانترین بازنشسته تلویزیون معرفی شده است، معتقد است که کودکان نیاز به مجری دارند نه بازیگر! وی نسبت به ادغام شدن اجرا و بازیگری واکنش نشان داده و بیان کرده است که کودکان ما مجری می‌خواهند نه بازیگر که یکسری حرکت‌های نچسب و غیرجذاب از خودشان درمی‌آورند. میدان اجرا میدان ادابازی و اصطلاحاً حرکات موزون نیست.